# Avenue du général de Gaulle (Ixelles)
Pour les articles homonymes, voir Avenue du Général-de-Gaulle.

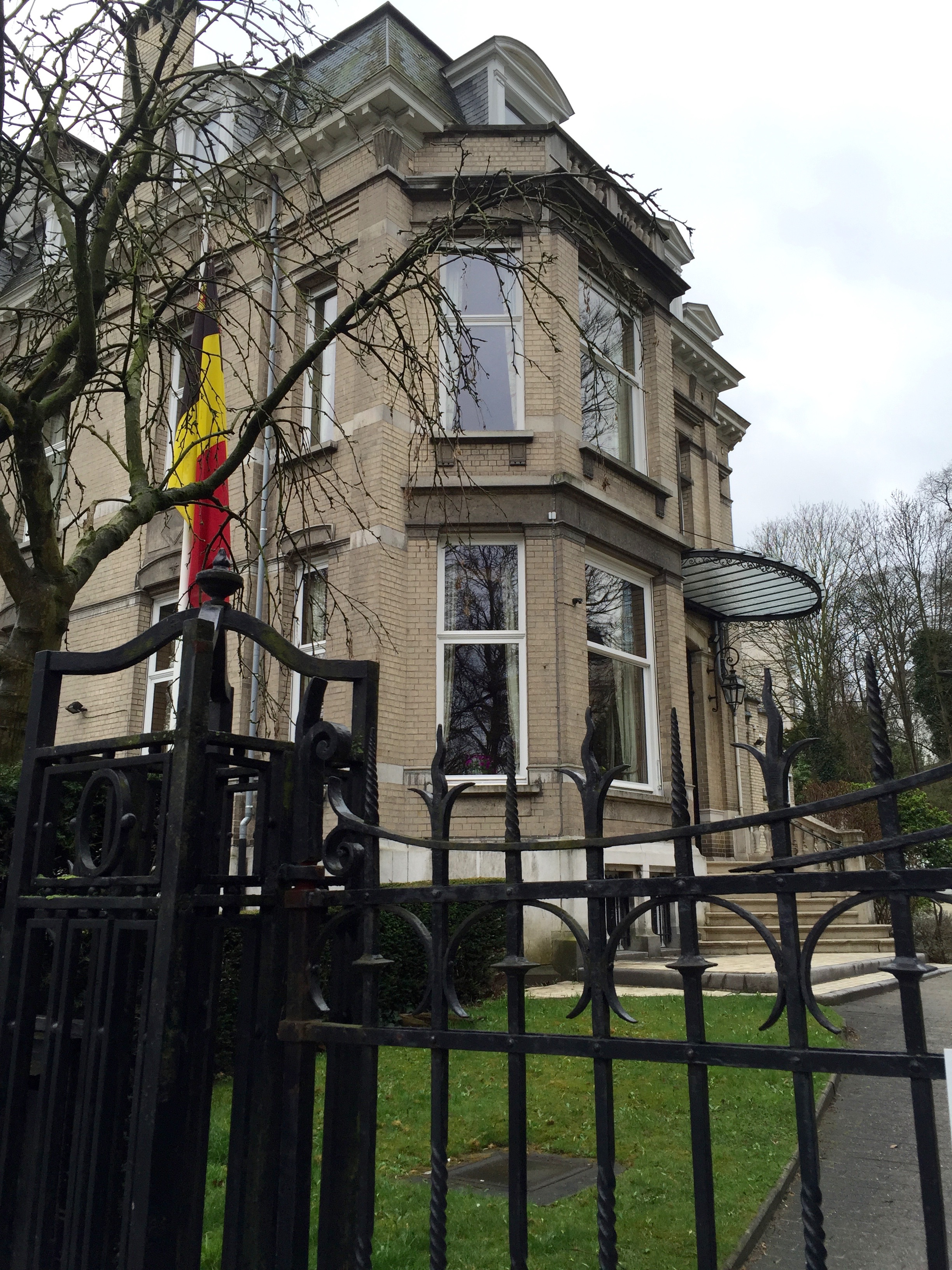
Cercle Royal du Parc.

L’avenue du général de Gaulle, est une avenue de la commune bruxelloise d'Ixelles.

## Situation et accès
Cette voie longe les étangs d'Ixelles et se situe à proximité de l'abbaye de la Cambre.

## Origine du nom
Il porte le nom de Charles de Gaulle (1890-1970), général, chef de la France libre et président de la République française de 1959 à 1969.

## Historique
Elle s'appelait initialement « avenue de la Cascade » avant de prendre sa dénomination actuelle.

## Bâtiments remarquables et lieux de mémoire

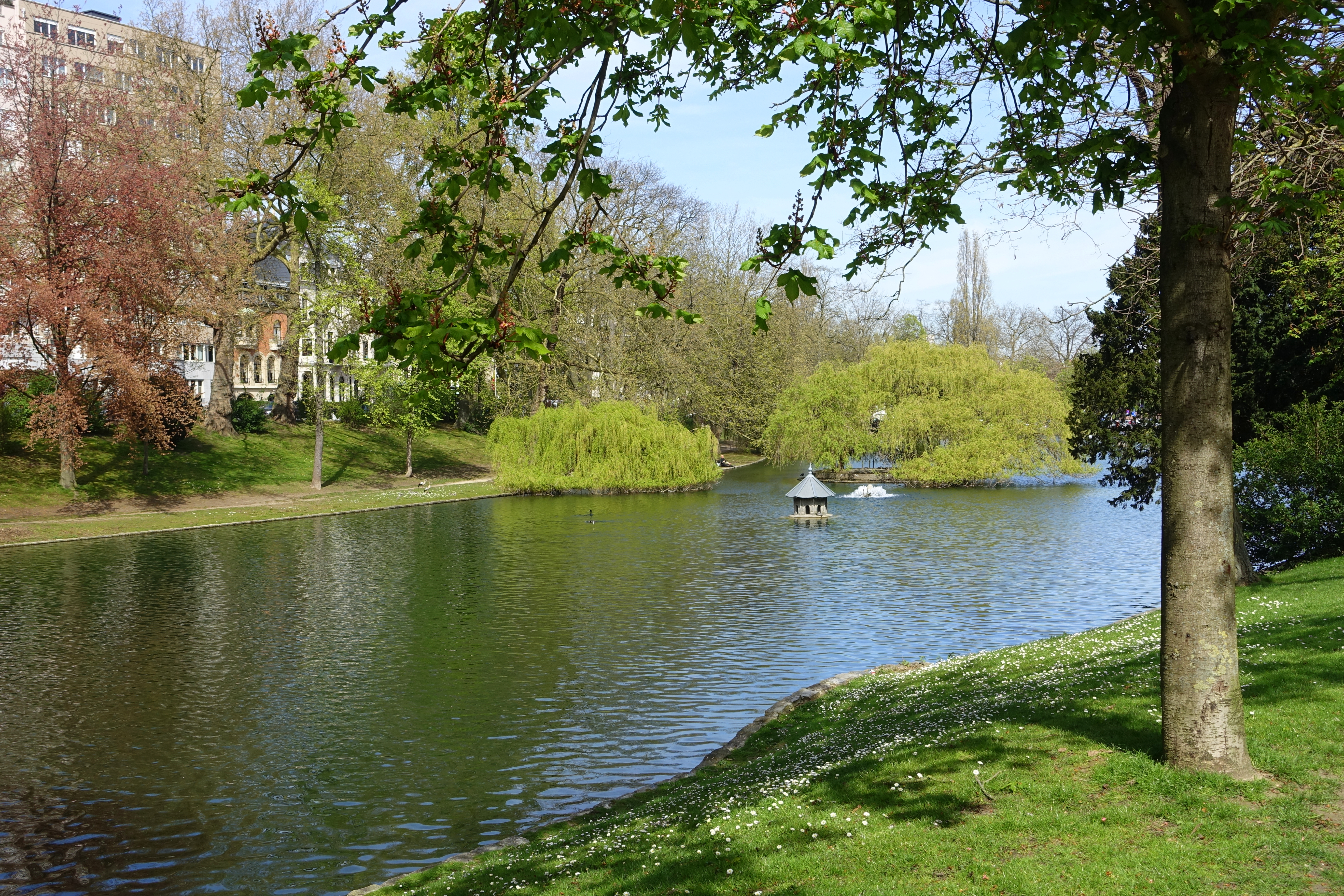
Étangs d'Ixelles.

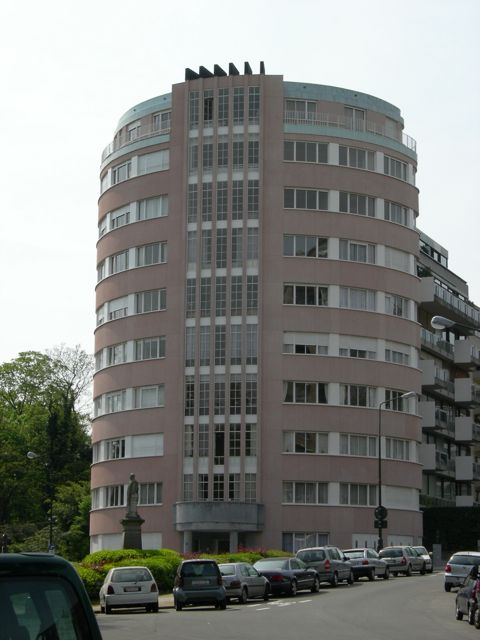
Au n°51 Le Tonneau (architectes Jean-Florian Collin, Stanislas Jasinski).
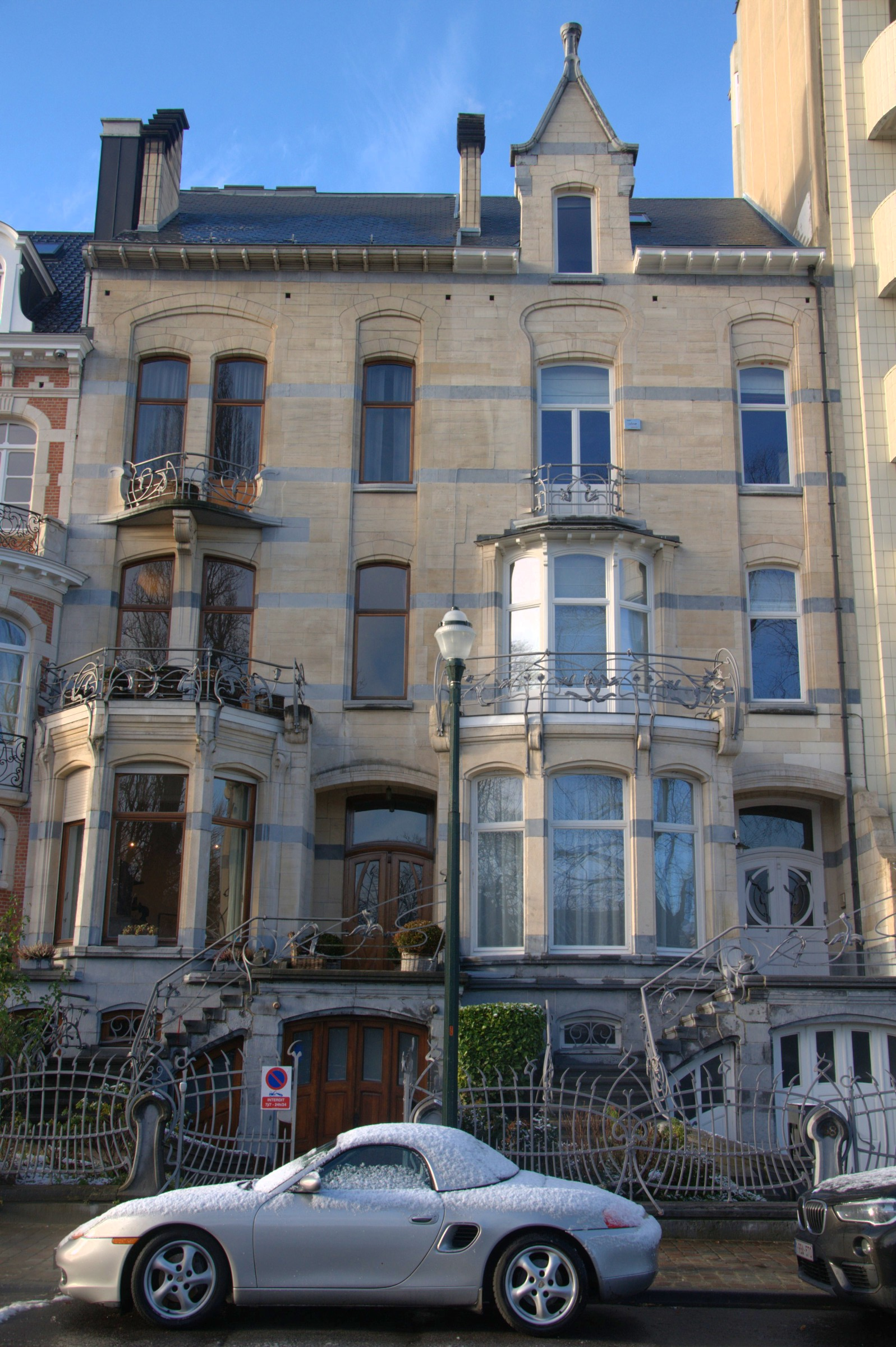
Au no 38 - 39 (architecte Ernest Blerot).